# إس إس جريت برتن

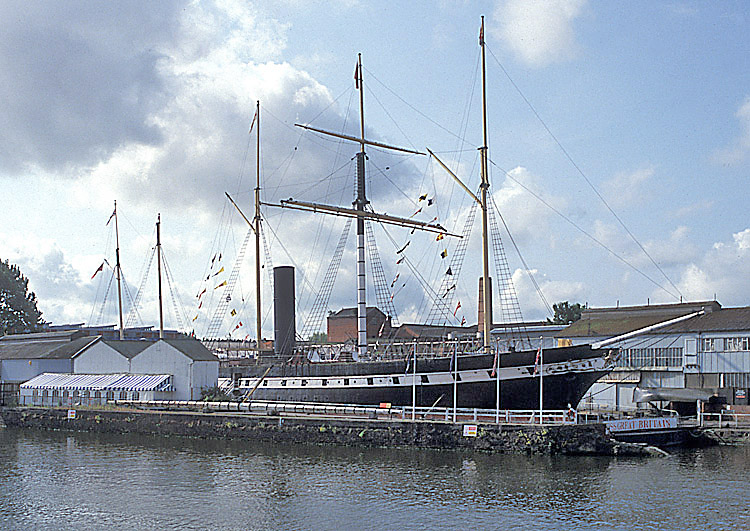
أس أس جريت برتن راسية في ميناء بريستول

أس أس جريت برتن (بالإنجليزية:  SS Great Britain), سفينه بريطانية ،كانت أول السفن عابرة للمحيطات ذات بدن حديدي يحركها رفاص. بدأت في العمل عام 1843، كانت أكبر سفينه في ذلك الوقت. عندما بدأت العمل كانت مصمه لتقل 120 راكب من الدرجة الأولى (26 منهم في كبائن مفرده) و 132 راكب من الدرجة الثانية و 130 طابط مع الطاقم، ولكن بعد عدة سنوات عندما اضيف للسفينة طابق اضافي ارتفع عدد الركاب إلى 730.شارك في تصميمها المهندس البريطاني برونيل. السفينة في الوقت الراهن متحف في مدينة بريستول الأنجليزية وهي راسية في ميناء بريستول وقد فازت السفينة بجائزة جذب الزوار وجائزة كوهنها متحف مميز.

## أبعاد السفينة
- الطول : 322 قدم (98.15 م)
- الشعاع(العرض) : 50 قدما (15.39 م)
- الطول : 32 قدما (9.91 م)
- الوزن : 1930 طن
- الإزاحة : 3018 طن

## وصلات خارجية
- الموقع الرسمي لأس أس جريت برتن
- تقرير عن أس أس جريت برتن على موقع البي بي سي